# ブーゲンビル島
ブーゲンビル島（ブーゲンビルとう、Bougainville Island）は、パプアニューギニア・ブーゲンビル自治州の島である。島名はフランスの探検家ブーガンヴィルから命名された。
ブーゲンビル島は、政治的にはパプアニューギニアの一部であるが、生態系・地理・民族的にはソロモン諸島の一部である。これに、パプアニューギニアの経済に大きな割合を占めるに至った銅鉱山の存在が相まって、ブーゲンビル自治州ではパプアニューギニアからの独立運動や政治的危機が続いていた。

## 地理
ニューギニア島の東に位置し、国では無い地理区分としてのソロモン諸島の中で、最大の面積を誇る(10,049平方キロメートル)。火山性の島で、最高地点は2,715メートルのバルビ山。
主要都市は、アラワ、ブイン。

## 文化

### 住民

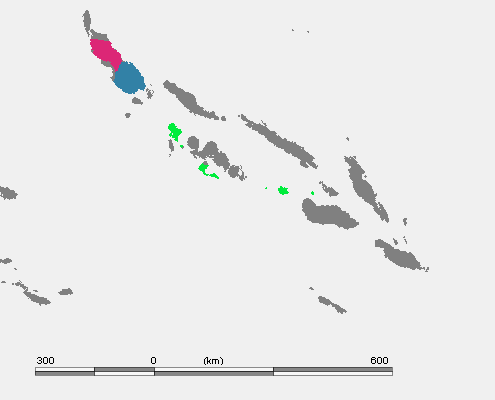
ブーゲンビル島、ソロモン諸島の言語分布。
赤：北ブーゲンヴィル語族、青：南ブーゲンヴィル語族、緑：中央ソロモン語族、灰色：オーストロネシア語族

オーストロネシア語系のメラネシア人が中心である。ブーゲンビルクライシスを契機にブーゲンビル人以外は住めなくなった。過去には、主にBCL（ブーゲンビル銅鉱山）、その関連の仕事や州政府などに従事していた人（パプアニューギニアの中でもブーゲンビル以外の出身者）がいたがほとんどいなくなった。

### 言語
この島では英語、ピジン英語（トク・ピシン）の他、オーストロネシア語系のハリア語やテオプ語にバノニ語、北ブーゲンヴィル語族のロトカス語やクヌア語、また南ブーゲンヴィル語族のブイン語やモトゥナ語、ナーシオイ語などが話されている。

### 産業
長期に渡る内戦のためインフラは疲弊しており、政治経済の中心は島の北にあるブカ島に移っている。本島ではコプラやコーヒーの生産が中心だが、銅山の開発も進められている。

### 治安
2013年9月、国際連合開発計画、国際連合人口基金、国際連合女性機関、国連ボランティア計画の4つの国連組織が調査した結果、ブーゲンビル島の40.7%の男性が、女性を強姦したことがあると答えた。自分のパートナーも含めた場合、その割合は62.4%となる。また、23%の男性は、14歳以下の時に初めて強姦をしたと回答した。さらに、その7割以上の者が法的責任を問われずに生活している。

## 歴史

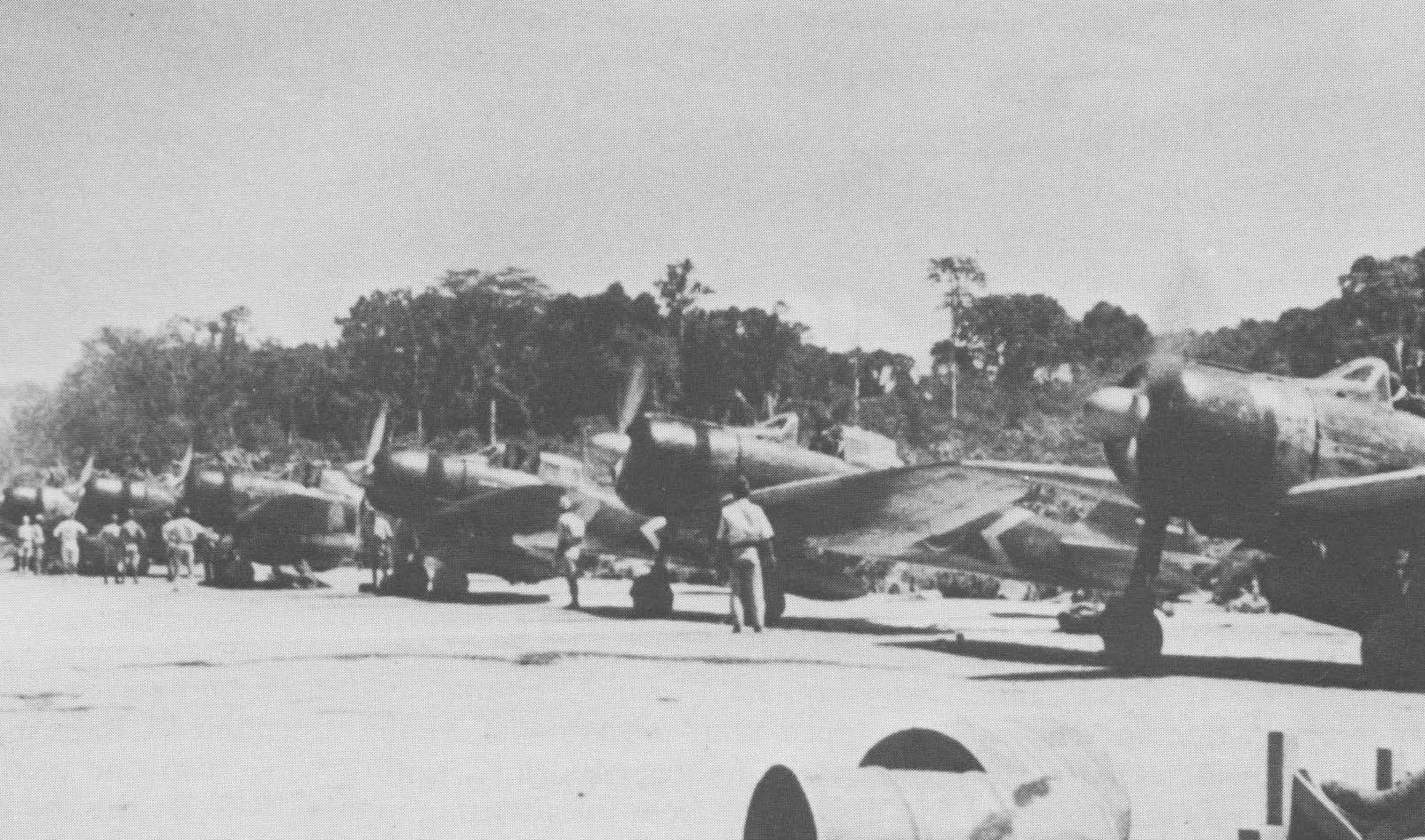
ブインに展開する瑞鶴飛行隊（1943年初頭）

1768年、世界周航の探検を行っていたフランスの探検家ブーガンヴィルがこの島の沿岸を航海し、のちに彼の名前が島につけられた。
1885年にドイツ帝国の植民地となり、ドイツ領ニューギニアの一部となる。その後第一次世界大戦に伴い、1914年にオーストラリアが占領するも、1918年から国際連盟によりオーストラリアの委任統治領となる。
第二次世界大戦中は、アメリカ合衆国、オーストラリア、日本などによって占領される。ブーゲンビル島はアメリカ陸軍航空軍（USAAF）、オーストラリア空軍（RAAF）、ニュージーランド空軍（RNZAF）の各軍にとって重要な航空基地となる。
1943年4月18日、連合艦隊司令長官山本五十六が前線の視察に向かう目的で搭乗していた一式陸上攻撃機が、この島の上空でアメリカ陸軍航空隊P-38戦闘機に撃墜され、山本が戦死する事件が起こる（海軍甲事件）。同年11月2日にはアメリカ軍が上陸し、以後終戦まで戦闘が続いた（ブーゲンビル島の戦い）。結果として多数の死者を出したことから、日本ではブーゲンビル島（当時は「ボーゲンビル島」と表記された）を指して墓島と呼ぶ者も現れた。
1945年（昭和20年）9月8日、ブーゲンビル島タロキナで第17軍司令官の神田正種中将と第8艦隊司令官の鮫島具重中将がオーストラリア軍を訪問して降伏文書に調印。ブーゲンビル島、ガダルカナル島、ニュージョージア島などソロモン諸島における終戦までの戦没者は約8万8200人。1946年11月までに約2万5100人が復員を果たした。
その後、国際連合の働きかけで1975年にパプアニューギニアの一部として独立を果たす。
ブカ島を含むブーゲンビル自治州において現在も独立運動が続いている。